# Heike Ulrich
Heike Ulrich (* 11. Mai 1963 in Bad Arolsen) ist eine deutsche Schauspielerin und Drehbuchautorin.

## Leben
Heike Ulrich ist die Schwester des deutschen Regisseurs Armin Ulrich und der Politikerin Doris von Sayn-Wittgenstein. Nach einer Lehre zur Groß- und Außenhandelskauffrau absolvierte sie direkt im Anschluss zunächst eine dreijährige Schauspielausbildung beim Schweizer Schauspieler Peter Nüesch. Später folgte der Besuch der Deutschen Schauspieler Akademie für Medien in München. Nach ersten Theaterengagements in München, Marburg und Kassel spielte Ulrich nach der Geburt ihrer Tochter ab 1989 ihre ersten TV-Rollen in ARD und ZDF.
Von 2000 bis 2011 spielte sie in der täglichen ARD-Fernsehserie Marienhof die Hauptrolle der Tanja Maldini. Sie arbeitet im Theater und Fernsehen immer wieder mit ihrem Bruder Armin Ulrich zusammen, auch in dem Film Déjà-vu, der 2004 mit der Goldenen Kamera des Südwestrundfunks prämiert wurde. 2010 übernahm sie ihre erste Kinorolle als Madame Sera im Thriller Streiflicht unter der Regie Thomas Rössers. Weitere Kinofilme folgten, so etwa die Krimikomödie Parasozial – Fiktive Detektive, in welcher sie die Mutter des Protagonisten Vincent spielte. Heike Ulrich ist seit Jahren als Sprecherin und Moderatorin tätig, u. a. beim Hessischen Rundfunk. Mit ihrem Solo-Programm Moments trat sie in diversen TV-Sendungen auf – unter anderem in den USA (Baron Hilton Cup).
In den Jahren 2011 und 2012 absolvierte sie eine Weiterbildung für Drehbuchautoren und Dramaturgen an der Master School und TV-Akademie in Berlin. Im Anschluss entstanden verschiedene Skripte zu Spielfilmen, darunter ein Drehbuch zum Kurzspielfilm Begegnungen, bei dem Ulrich auch Regie führte.
Aus einem der Drehbücher entstand ihr Debütroman, der Thriller Jenseits des Nordlichts – Annuntiatio Domini, der zunächst als gebundene Ausgabe im kleinen Regionalverlag Jörg Mitzkat in Holzminden zur Leipziger Buchmesse 2018 herausgebracht wurde. Ulrich wechselte direkt im Anschluss zum mittelständischen Publikumsverlag CW Niemeyer, der den Roman als Taschenbuch unter demselben Titel zur Frankfurter Buchmesse 2018 veröffentlichte. Im März 2021 erschien ihr zweiter Kriminalroman unter dem Titel Witterung – Lauf so schnell du kannst, ebenfalls bei Niemeyer.
Heike Ulrich ist Mitglied im „Syndikat“. Als Buchtipp des Monats erschien Witterung – Lauf so schnell du kannst in der Oktoberausgabe 2022 der Mörderischen Schwestern. Zudem war sie Stipendiatin der Montségur Akademie Berlin. Heike Ulrich ist Unterstützerin des Hospizes am Buck in Lörrach. Des Weiteren engagiert sie sich für Umweltthemen und setzt sich für die Pflege der heimischen Insektenwelt ein. Sie lebt in Leipzig.

## Werke
- Jenseits des Nordlichts. CW Niemeyer Buchverlage, Hameln 2018, ISBN 978-3-8271-9493-0.
- Witterung – Lauf so schnell du kannst. CW Niemeyer Buchverlage, Hameln 2021, ISBN 978-3-8271-9586-9.

## Auszeichnungen
Heike Ulrich wurde für ihren Dokumentarfilm Vergangenheit und Gegenwart. Bad Arolsen eine Kulturstätte des Barock des von der Hessischen Landesstiftung für privaten Rundfunk initiierten Wettbewerbes Meine Stadt 2001 mit einem Förderpreis ausgezeichnet.

## Filmografie
- 1986 Stahlkammer Zürich (Fernsehserie, WDR)
- 1991: Oppen und Ehrlich (Fernsehserie, WDR)
- 1991: Die wundersamen Geschichten des Tassilo S. Grübel (Fernsehserie, ZDF)[6]
- 1991: Von Gewalt keine Rede (Fernsehfilm)[7]
- 1993: Plötzlich und unerwartet – eine Déjà-Revue (Kurzfilm)
- 1997: Tatort (Liebe, Sex, Tod) (Fernsehreihe)
- 1998: Tatort (Bienzle und der Champion) (Fernsehreihe)
- 2000–2011: Marienhof (Fernsehserie, ARD)
- 2000: Sonst hilft Dir keiner (Kurzfilm)
- 2002: Die Fallers – Eine Schwarzwaldfamilie (Fernsehserie)
- 2003: Déjà-vu
- 2012: Notruf Hafenkante (Fernsehserie, Folge Figaros Rache)
- 2012: Begegnungen – Intersection (Kurzfilm)
- 2015: Parasozial – Fiktive Detektive
- 2017: Streiflicht